# Zeta Aurigae
Désignations
Zeta Aurigae (ζ Aur / ζ Aurigae, Zêta Aurigae), également nommée Saclateni, est une étoile binaire de quatrième magnitude de la constellation du Cocher. D'après la mesure de sa parallaxe annuelle par le satellite Hipparcos, le système est à environ 790 années-lumière de la Terre.

## Nomenclature, histoire et mythologie
ζ Aurigae, latinisé Zeta Aurigae, est la désignation de Bayer de l'étoile. Elle porte également la désignation de Flamsteed de 8 Aurigae.
Saclateni est le nom approuvé pour ζ Aur par l’Union astronomique internationale (UAI). Il vient de l’arabe السخلتاني al-Suḫlatān, « les Chevreaux », utilisé par al-Ḥağğāğ b. Maṭar dans sa traduction de la Μαθηματική σύνταξις de Ptolémée. Transcrit Saclateni dans les Tables alphonsines (ca. 1270), on retrouve ce nom chez Richard Hinckley Allen (1899), avec sa variante Sadatoni, donné dans l’édition originale (1483) des Tabulae, et passé ainsi dans les catalogues.
Haedus I et Al-Gadi Prior sont d'autres noms attribués à ζ Aur. Les Grecs appelèrent le couple ζ et η Aur, Ἔριφοι, « les Chevreaux », avec Cléostrate de Ténédos selon Hyginus. Dans sa traduction de la Μεγάλη Ἄρκτος de Ptolémée, on trouve pour le grec 'Ἔριφοι, l'arabe الجديان al-Ğadyān, « les Deux Chevreaux », chez Isḥāq b. Ḥunayn. Dans sa traduction du زيجِ سلطانی Zīğ-i Sulṭānī ou « Tables sultaniennes » d’Uluġ Bēg (1437), Thomas Hyde livre la transcription ‘AlGjedyan, suivie de  i. Due Haedi’ (1665), ce que Richard Allen (1899) reprend s.v. ζ Aur sous la transcription ‘Al Jadyan’, en ajoutant le nom Haedus (singulier) qu’il a déjà trouvé dans l’Uranometria de Johann Bayer (1603) sous la forme Haedorum antecedens. Plus près de nous, le Belge Henri Mesnard donne Al-Gadïan pour le couple ζ et η Aur, et Antonín Bečvář Haedus I pour ζ Aur, ainsi que Al-Gadi Prior chez Ahmed,.

### En Chine
ζ Aur est nommée 柱二, soit la 2e étoile de l’astérisme 柱, pinyin Zhù, « le Pilier », constitué par le groupe ε, ζ et η Aur.

## Propriétés
Zeta Aurigae est une binaire à éclipses, dont la magnitude varie entre +3,70 et +3,97 sur une période de 972 jours (soit 2,66 ans).
L'étoile principale, désignée Zeta Aurigae A, est une géante lumineuse orange de type spectral K5 II, tandis que sa compagne, Zeta Aurigae B, est une étoile bleu-blanc de la séquence principale de type spectral  B7 V.